# Liste der Lieder von Olivia Rodrigo
Dies ist eine Liste der aufgenommenen und veröffentlichten Lieder der US-amerikanischen Popsängerin Olivia Rodrigo. Die Titel sind alphabetisch sortiert. Sie gibt Auskunft über die Urheber und auf welchem Tonträger die Komposition erstmals zu finden ist.

## Eigenkompositionen

### #
| Titel                        | Autoren                                     | Album | Jahr |
| ---------------------------- | ------------------------------------------- | ----- | ---- |
| 1 Step Forward, 3 Steps Back | Olivia Rodrigo, Taylor Swift, Jack Antonoff | Sour  | 2021 |

### A
| Titel              | Autoren                      | Album                                                        | Jahr |
| ------------------ | ---------------------------- | ------------------------------------------------------------ | ---- |
| All-American Bitch | Olivia Rodrigo, Daniel Nigro | Guts                                                         | 2023 |
| All I Want         | Olivia Rodrigo               | High School Musical: The Musical: The Series: The Soundtrack | 2019 |

### B
| Titel                                                                    | Autoren                                     | Album                                                        | Jahr |
| ------------------------------------------------------------------------ | ------------------------------------------- | ------------------------------------------------------------ | ---- |
| Bad Idea Right?                                                          | Olivia Rodrigo, Daniel Nigro                | Guts                                                         | 2023 |
| Ballad of a Homeschooled Girl                                            | Olivia Rodrigo, Daniel Nigro                | Guts                                                         | 2023 |
| Bizaardvark Theme Song (mit Madison Hu)                                  | Josh Lehrman, Kyle Stegina, Matthew Tishler | Bizaardvark (Music from the TV Series)                       | 2016 |
| Blobfish (mit Madison Hu)                                                | Josh Lehrman, Kyle Stegina, Scott Clausen   | Bizaardvark (Music from the TV Series)                       | 2016 |
| Born to Be Brave (mit High School Musical: The Musical: The Series Cast) | Doug Rockwell, Tova Litvin                  | High School Musical: The Musical: The Series: The Soundtrack | 2020 |
| Brutal                                                                   | Olivia Rodrigo, Daniel Nigro                | Sour                                                         | 2021 |

### C
| Titel              | Autoren                      | Album                                              | Jahr |
| ------------------ | ---------------------------- | -------------------------------------------------- | ---- |
| Can't Catch Me Now | Olivia Rodrigo, Daniel Nigro | The Hunger Games: The Ballad of Songbirds & Snakes | 2023 |

### D
| Titel           | Autoren                      | Album | Jahr |
| --------------- | ---------------------------- | ----- | ---- |
| Deja Vu         | Olivia Rodrigo, Daniel Nigro | Sour  | 2021 |
| Drivers License | Olivia Rodrigo, Daniel Nigro | Sour  | 2021 |

### E
| Titel                                        | Autoren                                         | Album                                                                   | Jahr |
| -------------------------------------------- | ----------------------------------------------- | ----------------------------------------------------------------------- | ---- |
| Enough for You                               | Olivia Rodrigo                                  | Sour                                                                    | 2021 |
| Even When/The Best Part (mit Joshua Bassett) | Chantry Johnson, Michelle Zarlenga, Mitch Allan | High School Musical: The Musical: The Series: The Soundtrack (Season 2) | 2021 |

### F
| Titel          | Autoren                      | Album | Jahr |
| -------------- | ---------------------------- | ----- | ---- |
| Favorite Crime | Olivia Rodrigo, Daniel Nigro | Sour  | 2021 |

### G
| Titel                 | Autoren                      | Album                                                                   | Jahr |
| --------------------- | ---------------------------- | ----------------------------------------------------------------------- | ---- |
| Get Him Back!         | Olivia Rodrigo, Daniel Nigro | Guts                                                                    | 2023 |
| Girl I've Always Been | Olivia Rodrigo, Daniel Nigro | Guts                                                                    | 2023 |
| Good 4 U              | Olivia Rodrigo, Daniel Nigro | Sour                                                                    | 2021 |
| Granted               | Jordan Powers, Josh Cumbee   | High School Musical: The Musical: The Series: The Soundtrack (Season 2) | 2021 |

### H
| Titel      | Autoren                      | Album | Jahr |
| ---------- | ---------------------------- | ----- | ---- |
| Happier    | Olivia Rodrigo               | Sour  | 2021 |
| Hope Ur OK | Olivia Rodrigo, Daniel Nigro | Sour  | 2021 |

### I
| Titel                                          | Autoren                      | Album                                                        | Jahr |
| ---------------------------------------------- | ---------------------------- | ------------------------------------------------------------ | ---- |
| I Think I Kinda, You Know (mit Joshua Bassett) | Michael Weiner, Alan Zachary | High School Musical: The Musical: The Series: The Soundtrack | 2019 |

### J
| Titel                                  | Autoren                                   | Album                                                        | Jahr |
| -------------------------------------- | ----------------------------------------- | ------------------------------------------------------------ | ---- |
| Jealousy, Jealousy                     | Olivia Rodrigo, Daniel Nigro, Casey Smith | Sour                                                         | 2021 |
| Just for a Moment (mit Joshua Bassett) | Olivia Rodrigo, Joshua Bassett, Dan Book  | High School Musical: The Musical: The Series: The Soundtrack | 2020 |

### L
| Titel                            | Autoren                                                   | Album                                      | Jahr |
| -------------------------------- | --------------------------------------------------------- | ------------------------------------------ | ---- |
| Lacy                             | Olivia Rodrigo, Daniel Nigro                              | Guts                                       | 2023 |
| Let It Glow (mit Madison Hu)     | Alex Shenkman, Craig Wedren                               | Let It Glow (From „Frozen Nothern Lights“) | 2016 |
| Logical                          | Olivia Rodrigo, Daniel Nigro, Julia Michaels              | Guts                                       | 2023 |
| Love Is Embarrassing             | Olivia Rodrigo, Daniel Nigro                              | Guts                                       | 2023 |
| Love the Haters (mit Madison Hu) | Eric Friedman, Josh Lehrman, Kyle Stegina, Randy Petersen | Bizaardvark (Music from the TV Series)     | 2016 |

### M
| Titel          | Autoren                      | Album | Jahr |
| -------------- | ---------------------------- | ----- | ---- |
| Making the Bed | Olivia Rodrigo, Daniel Nigro | Guts  | 2023 |

### O
| Titel          | Autoren                                   | Album                                                        | Jahr |
| -------------- | ----------------------------------------- | ------------------------------------------------------------ | ---- |
| Obsessed       | Olivia Rodrigo, Daniel Nigro, Annie Clark | Guts                                                         | 2023 |
| Out of the Old | Josh Cumbee, Jordan Powers                | High School Musical: The Musical: The Series: The Soundtrack | 2019 |

### P
| Titel               | Autoren                                 | Album | Jahr |
| ------------------- | --------------------------------------- | ----- | ---- |
| Pretty Isn't Pretty | Olivia Rodrigo, Daniel Nigro, Amy Allen | Guts  | 2023 |

### S
| Titel                                                                        | Autoren                           | Album                                                                       | Jahr |
| ---------------------------------------------------------------------------- | --------------------------------- | --------------------------------------------------------------------------- | ---- |
| Scared of My Guitar                                                          | Olivia Rodrigo, Daniel Nigro      | Guts                                                                        | 2023 |
| So American                                                                  | Olivia Rodrigo, Daniel Nigro      | Guts                                                                        | 2024 |
| Something in the Air (mit High School Musical: The Musical: The Series Cast) | Matthew Tishler, Shridhar Solanki | High School Musical: The Musical: The Holiday Special (Original Soundtrack) | 2020 |
| Stranger                                                                     | Olivia Rodrigo, Daniel Nigro      | Guts                                                                        | 2023 |

### T
| Titel                                                                                       | Autoren                                         | Album                                                                   | Jahr |
| ------------------------------------------------------------------------------------------- | ----------------------------------------------- | ----------------------------------------------------------------------- | ---- |
| Teenage Dream                                                                               | Olivia Rodrigo, Daniel Nigro                    | Guts                                                                    | 2023 |
| The Best Part                                                                               | Chantry Johnson, Michelle Zarlenga, Mitch Allan | High School Musical: The Musical: The Series: The Soundtrack (Season 2) | 2021 |
| The Comeback Song (mit Madison Hu)                                                          | Andrew Underberg, Matthew Tishler               | Bizaardvark (Music from the TV Series)                                  | 2016 |
| The Grudge                                                                                  | Olivia Rodrigo, Daniel Nigro                    | Guts                                                                    | 2023 |
| Traitor                                                                                     | Olivia Rodrigo, Daniel Nigro                    | Sour                                                                    | 2021 |
| Truth, Justice and Songs in Our Key (mit High School Musical: The Musical: The Series Cast) | Jeannie Lurie, Gabriel Mann                     | High School Musical: The Musical: The Series: The Soundtrack            | 2020 |

### V
| Titel   | Autoren                      | Album | Jahr |
| ------- | ---------------------------- | ----- | ---- |
| Vampire | Olivia Rodrigo, Daniel Nigro | Guts  | 2023 |

### W
| Titel                        | Autoren                    | Album                                                        | Jahr |
| ---------------------------- | -------------------------- | ------------------------------------------------------------ | ---- |
| Wondering (mit Julia Lester) | Josh Cumbee, Jordan Powers | High School Musical: The Musical: The Series: The Soundtrack | 2019 |

### Y
| Titel          | Autoren                                         | Album                                                                   | Jahr |
| -------------- | ----------------------------------------------- | ----------------------------------------------------------------------- | ---- |
| YAC Alma Mater | Gabriel Mann, Jeannie Lurie                     | High School Musical: The Musical: The Series: The Soundtrack (Season 2) | 2021 |
| You Never Know | Chantry Johnson, Mitch Allan, Michelle Zarlenga | High School Musical: The Musical: The Series: The Soundtrack: Season 3  | 2022 |

## Coverversionen
| Titel                                                                              | Autoren                        | Album                                                                       | Jahr |
| ---------------------------------------------------------------------------------- | ------------------------------ | --------------------------------------------------------------------------- | ---- |
| Bop to the Top (mit Dara Reneé)                                                    | Randy Petersen, Kevin Quinn    | High School Musical: The Musical: The Series: The Soundtrack                | 2020 |
| River                                                                              | Joni Mitchell                  | High School Musical: The Musical: The Holiday Special (Original Soundtrack) | 2020 |
| Start of Something New                                                             | Matthew Gerrard, Robbie Nevil  | High School Musical: The Musical: The Series: The Soundtrack                | 2020 |
| Stick to the Status Quo (mit High School Musical: The Musical: The Series Cast)    | David Lawrence, Faye Greenberg | High School Musical: The Musical: The Series: The Soundtrack                | 2020 |
| We're All in This Together (mit High School Musical: The Musical: The Series Cast) | Matthew Gerrard, Robbie Nevil  | High School Musical: The Musical: The Series: The Soundtrack                | 2020 |
| What I've Been Looking For (mit Matt Cornett)                                      | Andy Dodd, Adam Watts          | High School Musical: The Musical: The Series: The Soundtrack                | 2020 |